# Chascanopsetta prognatha
Chascanopsetta prognatha es una especie de pez de la familia Bothidae en el orden de los Pleuronectiformes.

## Hábitat
Es un pez de mar. se encuentra entre los 494 a 550 m de profundidad.

## Distribución geográfica
Se encuentra en las  costas de las Maldivas, Japón y las islas Ryukyu.